# Музеј књиге и путовања
Музеј књиге и путовања је приватна иницијатива породице Лазић са седиштем у Београду која представља развитак штампе и писане речи, различите појавне облике књига у свету и развитак и значај књиге за људску цивилизацију. Такође,  представља културу страних држава кроз књиге, а затим и путем других експоната (предмета, филателије, нумизматике и друго). Музеј је део Удружења за културу, уметност и међународну сарадњу „Адлигат“, под којим раде и Музеј српске књижевности и Библиотека Лазић.

## Историја
Музеј књиге и путовања је измишљен назив за продужетак традиције дуге преко два века, Библиотеке Лазић, која је први пут отворена за јавност још 1881. године, а незванично постоји од почетка 18. века. Библиотека је након 1977. неко време била затворена, да би је Виктор Лазић 2009. поново учинио доступном за јавност. Тада је формирана идеја о Удружењу за културу, уметност и међународну сарадњу „Адлигат“, у оквиру којег би пословала два музеја: Музеј књиге и путовања и Музеј српске књижевности, са Библиотеком Лазић као централном институцијом. Све три институције, кроз Удружење, су званично су регистроване 2012. године у склопу удружења грађана и ничега више.
Основана од стране Виктора Лазића, заједно са суоснивачима иницијаторима Горицом и Браниславом Лазић и Зорицом Вуковић-Вујовић. Неки од почасних чланова оснивача су песник Љубивоје Ршумовић, писци Милован Данојлић и Љуба Симовић, академици Матија Бећковић, Владета Јеротић и Миодраг Павловић, проф. др Дарко Танасковић, књижевници Перо Зубац, Срба Игњатовић, Драгослав Михаиловић и Милош Јанковић, Мирјана Вуисић, супруга глумца Павла Вуисића, редитељ Емир Кустурица, историчар и дипломата Душан Батаковић, историчар уметности Никола Кусовац и многи други угледни писци, научници и уметници. С'обзиром да у Републици Србији не постоји регистрован ни један приватни музеј ова иницијатива је остала само као жеља оснивача да оснује музеј.

## Ризница експоната
Поставка и богата грађа подељена је по континентима и земљама из којих потичу изложене књиге и експонати или о којима књиге говоре. Највећи део музејске грађе сакупљен је у самим земљама, у метрополама, али и у џунглама, те често представља реткост и у земљама порекла.
У оквиру сваке појединачне земље материјал је подељен по темама, углавном на књижевност, историју, географију, уметност, учење језика и ситни пропагандни материјал (разгледнице, карте, проспекти) и опште. 

#### Колекција Азије
Скоро све државе Азије имају своје засебне подколекције, као на пример Кина, за коју постоји око 3000 публикација, Индија са око 2000 књига, као и Тајланд, Камбоџа, Индонезија, Казахстан, Азербејџан, Монголија, Лаос, Кореја, Мјанмар и друге. Поред књига о овим земљама, Музеј има и више публикација на локалним азијским језицима као и књига на необичним материјалима (бамбус, палмино лишће, измет слона, тиково дрво итд).

#### Колекција Аустралије и Океаније
Колекција Аустралије и Океаније садржи око 600 књига о државама овог дела света. Посебно је ретка колекција књига о Абориџинима, аустралијским староседеоцима.

#### Колекција Јужне и Северне Америке
Колекцију Јужне и Северне Америке чини око 80.000 књига, а највеће подколекције посвећене су Сједињеним Америчким Државама, која броји око 50.000 књига, Канади и Мексику. Значајна је и колекција о Карипским острвима и засебна колекција посвећена Јужној Америци.
У фонду се такође налази и специјализована библиотека канадистике са више од 3.000 наслова.

#### Колекција Африке
Колекција књига о афричком континенту представља једну од најбољих колекција публикација о Африци у овом делу Европе, са више од 20.000 библиографских јединица. У оквиру колекције издвојене су посебне подколекције северне, јужне, источне, средње и западне Африке. Неке од већих подколекција о појединачним државама су о Египту, Етиопији и Судану.

#### Колекција Европе
Колекција Европе представља најбогатију приватну колекцију, а подељена је на следеће целине: Јужна Европа, Северна Европа, Источна Европа и Западна Европа. Садржи велике подколекције свих европских држава, а посебно Русије, Француске, Немачке и Енглеске. Постоје и значајне колекције о мањим државама, међу којима су Малта, Ирска, Холандија, Белгија, Луксембург, Лихтенштајн, Монако, Словенија и друге.

## Фото-галерија
- Књига од бамбусових штапића, повезаних тканином, са дрвеним корицама. Из конфуцијанског манастира у Кини.
- Молитвеник из пустиње Гоби у Монголији.
- Молтивеник са Шри Ланке у облику лепезе. Направљен тако да би се верници, између читања молитви, књигом могли расхладити.
- Будистички молитвеник из Мјанмара, страна са руком исписаним молитвама. На корицама се налазе бакарне фигуре слонова.
- Будистички молитвеник из Мјанмара, страна осликана животописом Буде у форми стрипа, како би и неписмени монаси и грађанство могли да је разумеју.
- Тибетански молитвеник у облику ротирајућег металног цилиндра. Верује се да окретањем књиге око осе молитва брже стиже до неба.
- Тибетански молитвеник, књига са мермерним корицама из манастира Дрепунг.
- Прибор за писање у кутији од тиковине, из Мјанмара.
- „На Дрини ћуприја” Иве Андрића на кинеском језику, прво издање.
- „Сумњиво лице” Бранислава Нушића на кинеском језику, прво издање.
- Књига на папиру од слоновог измета. На корицама је илустрација коју је насликала слоница.
- Колекција Етиопије, православне молитвене књиге.
- Колекција Алжира у Музеју књиге и путовања.
- Издања штампана током Алжирског рата за независност (1954–1962)